# Avenida Gaona
La avenida Gaona es una importante arteria vial de la ciudad de Buenos Aires, Argentina. De dirección este-oeste, nace en el centro geográfico de la ciudad como continuación de la avenida Ángel Gallardo en su intersección con la avenida Honorio Pueyrredón, donde se encuentra el monumento al Cid Campeador, donde también convergen la avenida San Martín y la avenida Díaz Vélez, en el barrio de Caballito. Atraviesa seis barrios de la ciudad y desemboca en la Avenida Juan B. Justo al llegar a su intersección con la calle Carrasco, en el barrio de Vélez Sársfield, donde está la angosta Plaza de la Bandera.

## Lugares de interés

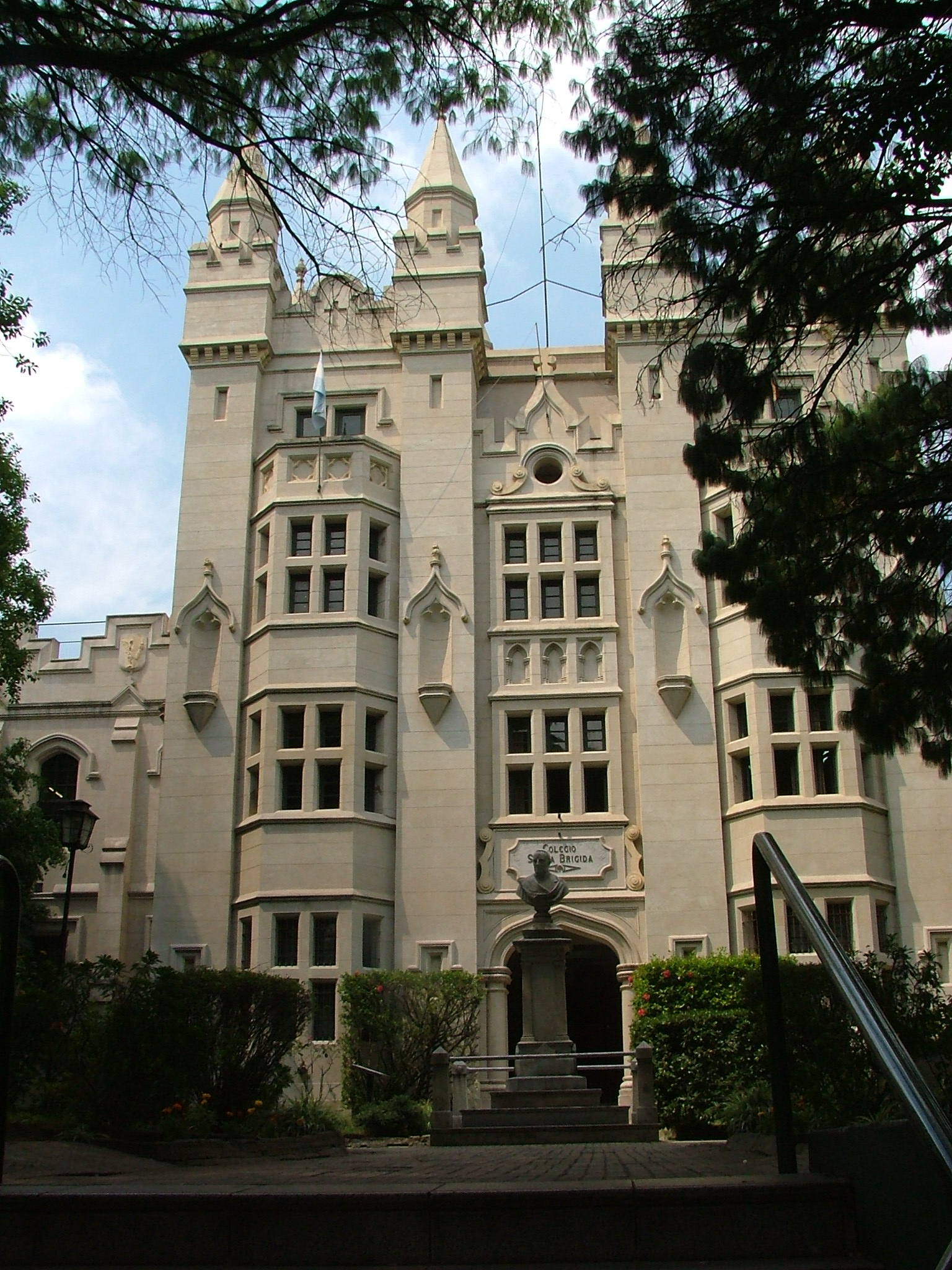
Fachada del Colegio Santa Brígida.

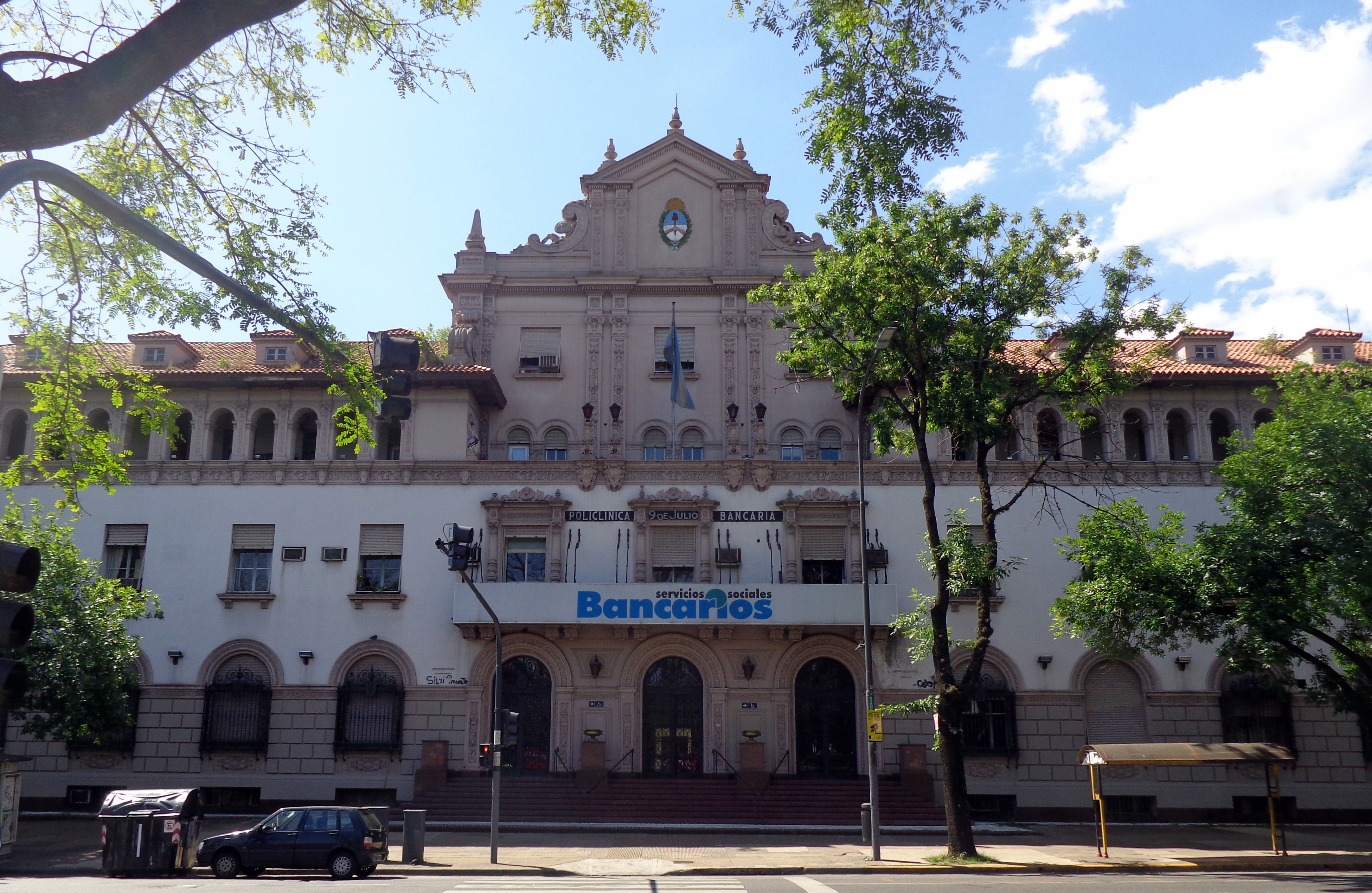
Policlínico Bancario, en el 2197 de Gaona.

Dentro del barrio de Caballito, en la esquina de la calle Cucha Cucha está la Escuela Superior de Comercio N.º 03 “Hipolito Vieytes”. En la esquina de la calle Espinosa se alza la Basílica Nuestra Señora de los Buenos Aires, inaugurada en 1932 de estilo neorrománico. Entre las calles Nicasio Oroño y Fragata Sarmiento hay un hipermercado Coto que ocupa el edificio de un antiguo mercado municipal. Pocos metros más adelante, alrededor de la Plaza Irlanda están los grandes predios del Policlínico Bancario “9 de Julio” y el Colegio Santa Brígida. 
En el barrio de Flores, entre las calles Gavilán y Caracas está la Escuela primaria N° 04 “Provincia de La Pampa”, que ocupa una manzana entera, y en la esquina con la calle Condarco se alza la Escuela Primaria N.º 14 “Enrique G. Parker”. El Hospital Israelita Ezrah se encuentra en el cruce con la calle Terrada y más adelante la Avenida se interna en una zona de casa bajas que se alternan con galpones, concesionarios de automóviles y establecimientos del rubro gastronómico.
Ya en Floresta, entre las calles Gualeguaychú y Sanabria está el Corralón de Floresta, en una manzana que comparte con la Plaza de la Victoria y el Colegio N.º 18 Dr. Alberto Larroque, a pocos metros de la Escuela Primaria N.º 11 “República del Perú”.

## Historia
Desde los años 1700, Gaona era un camino vecinal que nacía en los terrenos de una familia de ese apellido en el curato de San José de Flores, y por el cual se trasladaban a sus estancias en Morón. Cuando en 1773 se construye el Puente de Márquez sobre el Río de las Conchas (hoy De la Reconquista), esta arteria sustituyó rápidamente a la que es hoy la Avenida Rivadavia. Esto hizo que este camino vecinal se constituyera en la vía más transitada para dirigirse al oeste y noroeste del país.
A fines de 1973, fue asfaltada, retirándose por completo los adoquines y las vías del tranvía, así como los refugios peatonales y las garitas de los policías de tránsito. El trabajo de asfalto fue realizado por la empresa Marengo, con una calidad excelente, que perdura hasta nuestros días sin necesidad de reasfaltado. En 1978 pasó de ser doble mano a ser mano única hacia el oeste. Al mismo tiempo la Av. Avellaneda, que antes del 1978, también era de doble mano, pasó a ser de mano única hacia el este. Y las calles Neuquén y Paez también cambiaron de sentido (Neuquén antes era mano hacia el oeste y ahora es del sentido inverso en la mayor parte de su recorrido, Paez antes era mano hacia el este y ahora es del sentido inverso, en el 2015 recuperó su sentido original hacia el este entre las calles Concordia y Terrada, pero más de 2 años después, este tramo volvió a ser mano hacia el oeste al igual que el resto de su recorrido). Al igual que los cambios de sentido varios de Av. Tte. Gral. Donato Álvarez (esta era de doble mano en casi todo su recorrido y ahora en su mayor parte es mano única hacia el norte). 
En la esquina de Av. Gaona y Boyacá (esq noreste) se encontraba el famoso Bar "El Progreso", más conocido como "Café La Humedad", inmortalizado por el tango de Cacho Castaña, por el terrible olor a humedad que había en su interior, especialmente en sus sanitarios.

#### Avenida Gaona en Provincia de Buenos Aires
La avenida nace nuevamente en Ciudadela (Tres de Febrero) en la Colectora Norte de la Autopista Acceso Oeste, en la Provincia de Buenos Aires y tiene una traza de 2.5 km, en todo su recorrido en el partido Tres de Febrero es de doble mano, luego ingresa a La Matanza después de cruzar la avenida República y vuelve a ser mano única hacia el oeste. En el límite Ramos Mejía-Villa Sarmiento pasa a denominarse Avenida Presidente Perón con numeración 0. La Avenida Presidente Perón posee 16 km ya que en Castelar se transforma en las Colectoras Norte-Sur de la Autopista Acceso Oeste hasta finalizar en el Camino Parque del Buen Ayre, entre su traza entre Morón-Haedo se ubica el Metrobús Oeste

## Cruces y lugares de referencia
- 1100: Avenida Ángel Gallardo - Avenida Díaz Vélez - Avenida Honorio Pueyrredón - Avenida San Martín - Monumento al Cid Campeador
- 2200: Avenida Donato Álvarez - Plaza Irlanda - Policlínico Bancario 9 de Julio
- 2700: Avenida Boyacá
- 2800: Calle Gavilán - Plaza Ntra. Sra. de la Asunción
- 3400: Calle Terrada - Hospital Israelita
- 3500: Avenida Nazca - Plaza de los Periodistas
- 3900: Calle Concordia - Metrobús Juan B. Justo Parada Concordia
- 4400: Avenida Chivilcoy - Metrobús Juan B. Justo Parada Chivilcoy
- 4800: Avenida Segurola - Metrobús Juan B. Justo Parada Segurola
- 5200: Avenida Carrasco - Avenida Juan B Justo - Plaza Dos Banderas - Metrobús Juan B. Justo Parada Carrasco